# بريان بيليه
بريان بيليه (بالفرنسية: Bryan Pelé)‏ هو لاعب كرة قدم فرنسي في مركز الوسط، ولد في 25 مارس 1992 في بلويرميل في فرنسا. لعب مع نادي بريست ونادي تروا ونادي غانغون ونادي لوريان.

## وصلات خارجية
- بريان بيليه على موقع رابطة كرة القدم الفرنسية للمحترفين (الإنجليزية)
- بريان بيليه على موقع قاعدة بيانات كرة القدم.إي يو (الإنجليزية)
- بريان بيليه على موقع Soccerway.com (الإنجليزية)
- بريان بيليه على موقع AS.com (الإسبانية)